# Покровський район (Донецька область)
Покро́вський райо́н (Покровщина) — район в Україні, у південно-західній частині Донецької області і межує з Дніпропетровською областю та був утворений 19 липня 2020 року. Адміністративний центр — місто Покровськ.
До складу району входять 14 територіальних громад.

## Географія

### Клімат
Територія району розташована в помірних широтах, для неї характерний клімат степу. У цілому клімат помірно-континентальний із недостатньою вологістю. Найтепліший місяць — липень, середня температура якого дорівнює 21,7 °C, а найхолодніший — січень (-6,4 °C).
Для регіону характерна недостатня вологість, опади по всій його території розподіляються нерівномірно. Так, на більшій частині протягом року випадає 450 мм опадів, а ближче на схід кількість опадів зростає до 500 мм і вище. Переважна частина опадів випадає при температурі понад 10 °C. Зима на території району малосніжна, характеризується нестійкою погодою. Сніговий покрив невеликий. Холодною порою володарюють вітри східного і південно-східного напряму, вони несуть з собою морози й заметіль. Влітку і навесні східні вітри викликають суховії.

### Річки, водні ресурси
Через нестачу атмосферних і ґрунтових вод в районі мало річок, хоча певну роль в цьому також зіграли геологічні умови та будова поверхні.
На території району протікають річки (басейн Дніпра): Солона, Вовча, Солоненька, Гришинка, Казенний Торець, Клебан-Бик, а також є 60 ставів. Одна з найбільших річок — Казенний Торець бере свій початок поблизу села Красний Яр, тече через села Гродівка, Миролюбівка, Новоекономічне.
Річки Покровського району належать до розряду дрібних. Вони мають широкі долини з пологими схилами, невеликий кут падіння, звивисті річища. Живляться річки головним чином сніговими водами, влітку місцями пересихають. Для них характерні весняні повені. Найбільша товщина льоду на річках — в середньому 20-40 см, а в дуже суворі зими — 50-60 см.
Є на території району і цілющі води. Так, біля села Миролюбівка є бурова свердловина, вода якої аналогічна водам Арзні (Вірменія), Єсентуків. Ця вода рекомендована при захворюваннях шлунково-кишкового тракту, і як столова. Таке ж призначення має і мінеральне джерело поблизу села Нововасилівка, що на лівому березі річки Солоної.

## Історія
Територія району належала до Вольностей Війська Запорозького і через неї пролягав шлях Муравський шлях з Криму на Москву. Окрім вільних козаків із Запорізької Січі, територія почала заселятися в другій половині XVIII ст. й переселенцями з центральних губерній Росії (Тверська, Орловська, Воронезька), з півночі України, Польщі, Таврії, Німеччини та інших.

### Радянські часи
У 1923 році на підставі Постанови ВУЦВК «Про адміністраційно-територіальний поділ Донеччини» був створений Гришинський район, розташований у північно-західній частині Донецької області, який містив території Гришинської, Криворізької, Святогорівської й Сергіївської волостей із центром у селі Гришине. 1924 року центр району був перенесений до селища Гришине (сучасний Покровськ).
До 1934 року район називався Гришинським, з 20 липня 1934 до 1938 року — Постишевським, з 1938 року — Красноармійським.

### Сучасна історія
Покровський район утворено 19 липня
2020 року згідно із Постановою Верховної Ради України № 807-IX від 17 липня 2020 року в рамках Адміністративно-територіальної реформи в Україні. До його складу увійшли: Покровська, Авдіївська, Білозерська, Добропільська, Курахівська, Мар'їнська, Мирноградська, Новогродівська, Селидівська міські, Гродівська, Очеретинська, Удачненська селищні та Криворізька і Шахівська сільські територіальні громади. Перші вибори Покровської районної ради відбулися 25 жовтня 2020 року.
Раніше територія району входила до складу ліквідованих водночас Покровського (1923—2020), Добропільського, північної та центральної (без південно-східної та східної) частини Мар'їнського та західної частини Ясинуватського районів, а також міст обласного підпорядкування з територією міських рад Покровська, Авдіївки, Добропілля, Мирноград, Новогродівки і Селідового Донецької області.

## Список територіальних громад
| №  | Назва                         | Центр        |
| -- | ----------------------------- | ------------ |
| 1  | Авдіївська міська громада     | Авдіївка     |
| 2  | Білозерська міська громада    | Білозерське  |
| 3  | Добропільська міська громада  | Добропілля   |
| 4  | Мирноградська міська громада  | Мирноград    |
| 5  | Селидівська міська громада    | Селидове     |
| 6  | Покровська міська громада     | Покровськ    |
| 7  | Новогродівська міська громада | Новогродівка |
| 8  | Гродівська селищна громада    | Гродівка     |
| 9  | Шахівська сільська громада    | Шахове       |
| 10 | Криворізька сільська громада  | Криворіжжя   |
| 11 | Удачненська селищна громада   | Удачне       |
| 12 | Курахівська міська громада    | Курахове     |
| 13 | Мар'їнська міська громада     | Мар'їнка     |
| 14 | Очеретинська селищна громада  | Очеретине    |

## Відомі уродженці
- Фенін Олександр Іванович — гірничий інженер, промисловець, державний діяч.
- Первій Олександр Іванович — спортсмен, призер Олімпійських ігор, важкоатлет.
- Кірієнко Дмитро Олександрович (1989—2018) — старший лейтенант поліції України.
- Хоменко Володимир Петрович (1985—2020) — старший сержант Збройних сил України, учасник російсько-української війни.
- Моргун Олег Анатолійович (1971—2019) — капітан ДСНС, сапер.
- Скакун Ярослав Іванович (нар. 1949) — створив пам'ятник Т. Г. Шевченку для міста Новогродівка.
- Шахов Олексій Григорович — перший власник села, яке з часом отримало назву від його прізвища.
- Микола Федорович Чернявський — український поет.
- Юрченко Клімент — перший голова волосної ради 1918 року, комісар волості 1920—1921 років (1897—1921 рр.).
- прапорщик Шидлівський — засновник села Криворіжжя.
- Шидлівський Євдоким Степанович (1743—1808) — третій власник села Криворіжжя, колезький асесор, предводитель дворянства Воронезької губернії.
- Шидлівський Іліодор Іванович (1827—1904) — таємний радник, член Ради міністерства внутрішніх справ, кавалер орденів Святої Ганни 1-го ступеня, Св'ятого Володимира 2-го ступеня, Станіслава 1-го ступеня і Білого Орла.
- Ведренко Георгій Самуїлович (1899—1970) — анархіст, писар Штабу Революційної Повстанської Армії України Нестора Махна, керівник Головного Банку Бухаресту.
- Соколова Олена Степанівна (нар. 1923) — вчителька, член Організації Українських Націоналістів, засуджена на 10 років позбавлення волі.
- Подопригора Михайло Софронович
- Тютюник С. Іванович — командир Криворізького партизанського загону.
- Соловйов Микола Харлампійович — голова колгоспу «Червоний партизан».
- Кішкань Володимир Петрович — український архітектор.
- Конькова Марина Володимирівна (нар. 1962) — лікар вищої категорії, доктор медичних наук, професор.
- Лепинський Павло Миколайович (нар. 1991) — спортсмен-гирьовик, майстер спорту України.
- Щуров Олександр Сергійович (1976—2015) — солдат, Збройні сили України, учасник російсько-української війни.
- Гомза Ярослав Юрійович — український освітянин, 60-десятник, правозахисник, один з фундаторів УГС на Донеччині, активний член Народного Руху України, Донецького обласного Товариства української мови імені Т. Г. Шевченка.
- Владзімірський Микола Іванович (нар. 1954) — громадський діяч, журналіст, майстер спорту з міжнародних шашок, багаторазовий чемпіон Криму й Севастополя.
- Марсюк Василь Андрійович (нар. 1938) — поет, публіцист, автор багатьох книжок поезії для дорослих і дітей, член Національної Спілки письменників України.
- Глоба Юрій Васильович.
- Арутюнов Сергій Гевондович.